# Haniperk
Haniperk är ett berg i Tjeckien.   Det ligger i regionen Södra Böhmen, i den sydvästra delen av landet, 110 km söder om huvudstaden Prag. Toppen på Haniperk är 640 meter över havet, eller 153 meter över den omgivande terrängen. Bredden vid basen är 6,7 km.
Terrängen runt Haniperk är platt åt sydost, men åt nordväst är den kuperad.Runt Haniperk är det ganska tätbefolkat, med 52 invånare per kvadratkilometer. Närmaste större samhälle är Vodňany, 5,0 km nordost om Haniperk. I omgivningarna runt Haniperk växer i huvudsak blandskog.